# Baltimore Bullets 1953-1954
La stagione 1953-54 dei Baltimore Bullets fu la 5ª nella NBA per la franchigia.
I Baltimore Bullets arrivarono quinti nella Eastern Division con un record di 16-56, non qualificandosi per i play-off.

## Roster
| N°    | Naz.                   | Ruolo | Sportivo      | Anno | Alt. | Peso |
| ----- | ---------------------- | ----- | ------------- | ---- | ---- | ---- |
|       | Stati Uniti (bandiera) | C     | Paul Nolen    | 1929 | 208  |      |
| 10    | Canada (bandiera)      | AC    | Bob Houbregs  | 1932 | 201  | 95   |
| 10    | Stati Uniti (bandiera) | GA    | Max Zaslofsky | 1925 | 188  | 77   |
| 11    | Stati Uniti (bandiera) | GA    | Paul Hoffman  | 1925 | 188  | 88   |
| 12    | Stati Uniti (bandiera) | GA    | Al Roges      | 1930 | 193  | 88   |
| 14-16 | Stati Uniti (bandiera) | A     | Bill Bolger   | 1931 | 196  | 93   |
| 14    | Stati Uniti (bandiera) | G     | Jim Luisi     | 1928 | 188  | 82   |
| 14    | Stati Uniti (bandiera) | GA    | Connie Rea    | 1931 | 191  | 79   |
| 15    | Stati Uniti (bandiera) | AC    | Eddie Miller  | 1931 | 203  | 102  |
| 16    | Stati Uniti (bandiera) | A     | Mo Mahoney    | 1927 | 188  | 93   |
| 17    | Stati Uniti (bandiera) | G     | Don Asmonga   | 1928 | 188  | 84   |
| 17    | Stati Uniti (bandiera) | A     | Joe Smyth     | 1929 | 191  | 98   |
| 17    | Stati Uniti (bandiera) | G     | Hal Uplinger  | 1929 | 193  | 84   |
| 18    | Stati Uniti (bandiera) | G     | Rollen Hans   | 1931 | 188  | 95   |
| 19-21 | Stati Uniti (bandiera) | AC    | Jim Fritsche  | 1931 | 203  | 95   |
| 19    | Stati Uniti (bandiera) | A     | Bob Peterson  | 1932 | 196  | 95   |
| 20    | Stati Uniti (bandiera) | GA    | Leo Barnhorst | 1924 | 193  | 86   |
| 24    | Stati Uniti (bandiera) | AC    | Mark Workman  | 1930 | 206  | 98   |
| 25    | Stati Uniti (bandiera) | C     | Ray Felix     | 1930 | 211  | 100  |

## Staff tecnico
- Allenatore: Clair Bee